# Olavskirken
Kirkjubøar kirkja også nævnt som Ólavskirkjan, er en kirke på Færøerne i bygden Kirkjubøur  på Streymoy. Den hører til Færøernes folkekirke. Kirken er fra ca. 1250 og er Færøernes ældste kirke, som stadig er i brug.
Den 21,8 meter lange og 7,5 meter brede kirke er bygget af kampsten, som er hvidpudset på begge sider. Det nuværende kirketårn blev bygget i 1855.
Et andet af kirkens klenodier er Jesus Kristusfiguren fra tiden mellem 1450 og 1500.
På kirkens nordmur ses et lille hul, hvor spedalske indtil 1740 udenfor måtte følge gudstjenesten. På denne måde kunne de også deltage i altergangen.
1965-67 blev kirken restaureret, og genindviet den 3. september 1967. Alterbilledet, som forestiller en fiskebåd, er malet af Sámal Mikines. Indgangportens glaskunst er lavet af Tróndur Patursson.

## Historie
Olavskirken er opkaldt efter den norske konge Olav den Hellige (995-1035), og fra 1111 til 1538 havde Færøerne sit eget bispedømme med Olavskirken som hovedkirke.
Færøernes berømteste biskop var Erlendur fra 1269 til 1308. Det siges, at han skrev Fårebrevet (1298) og at det var ham, der omkring år 1300 byggede Magnuskatedralen.
De berømte, udskårne Kirkjubøur-stole, kommer fra denne kirke. De opbevares nu på Færøernes Nationalmuseum i Tórshavn.
På kirkens nordmur ses et lille hul, hvor spedalske indtil 1740 udenfor måtte følge gudstjenesten. På denne måde kunne de også deltage i altergangen.
1875 blev kirken restaureret og af provst V. U. Hammershaimb den 15 december indviet igen. Ved restaureringen blev det gamle inventar ubrugeligt og provstiet besluttede derfor at tilbyde »Det kongelige Museum for de nordiske Oldsager« genstandene fra kirken mod et bidrag til en ny altertavle på 200 kroner. Først i 2002 kom de værdifulde stole tilbage til Færøerne, og er nu udstillet på Færøernes Nationalmuseum i Tórshavn. På museet befinder der sig også en velbevaret udskåret "Maria med Jesusbarnet" af formodentlig angelsaksisks oprindelse fra slutningen a tilg den originale bemaling kom frem.
Fra 1963 til 1966 var der omfattende arkæologiske undersøgelser under kirken, og det viste sig at der allerede efter kristendommens indførelse på Færøerne har stået en kirke på samme sted som den nuværende kirke. Der blev i alt opdaget tre kirkegulve fra middelalderen. Under det ældste gulv blev der fundet 5 mønter, hvoraf den ældste var en engelsk mønt præget i tidsrummet 1223-1235. I koret fandt man endvidere to biskopgrave fra det 13. århundrede og en forgyldt biskopstav af træ, som nu kan ses på det færøske nationalmuseum. En kopi af biskopstaven befinder sig i en glasvitrine i kirken, og de to gravstene er i dag opstillet i koret.
Efter Reformationen er kirken blevet brugt som en almindelig menighedskirke.